# José María Morelos (Quintana Roo)
José María Morelos é um município do estado do Quintana Roo, no México. A população do município calculada no censo 2005 era de 32.746 habitantes.